# 马斯堡
马斯堡是德国莱茵兰-普法尔茨州的一个市镇。总面积9.12平方公里，总人口1071人，其中男性534人，女性537人（2011年12月31日），人口密度117人/平方公里。